# Les Mousquetaires de la reine (film, 1950)
Pour les articles homonymes, voir Les Mousquetaires de la reine.
Pour plus de détails, voir Fiche technique et Distribution.
Les Mousquetaires de la reine (Amori e veleni) est un film de cape et d'épée italien réalisé par Giorgio Simonelli et sorti en 1950.

## Synopsis
Au XVIIe siècle, la reine Christine de Suède est à Rome, invitée par un cardinal qui espère la convertir au catholicisme. Un soir, après une partie de chasse éprouvante, Christina, accompagnée de sa suite, demande l'hospitalité au duc de Ceri, qui vient d'arriver dans son château avec sa jeune épouse Annamaria. Santinelli, capitaine des gardes de la reine et son favori, tombe amoureux de la jeune duchesse. Cette passion suscite naturellement la jalousie de la reine. La situation est mise à profit par la belle-sœur de la duchesse, soucieuse de se débarrasser d'Annamaria, dont le mariage avec le duc a privé son fils de tout espoir d'héritage. Avec la complicité du baron d'Aversa, elle empoisonne le duc, ce qui vaut à Annamaria d'être reconnue coupable de l'empoisonnement. Arrêtée et tombée entre les mains du baron d'Aversa, la jeune veuve est emmenée au château de Ceri, où elle est exposée à la haine mortelle de sa belle-sœur. La sachant en danger, Santinelli se précipite à son secours et, rencontrant d'Aversa, la tue. La belle-sœur tente de poignarder Annamaria, mais son fils s'interpose et reçoit le coup destiné à la duchesse. Cristina renonce à son amour pour Santinelli et part pour la France.

## Fiche technique
- Titre français : Les Mousquetaires de la reine[1]
- Titre original : Amori e veleni[2],[3]
- Réalisation : Giorgio Simonelli
- Scénario : Giorgio Fattori, Luigi Bonelli, Paola Ojetti, Siro Angeli, Giorgio Capitani, Anton Giulio Majano, Alberto Pozzetti
- Photographie : Mario Montuori
- Montage : Giuseppe Vari
- Musique : Salvatore Allegra (it)
- Décors : Enzo Trapani, Franco Fontana
- Production : Enrico Bomba
- Sociétés de production : Ideal Film (Rome)
- Format : Noir et blanc - 1,37:1 - Son mono - 35 mm
- Pays de production :  Italie
- Langue de tournage : italien
- Genre : film de cape et d'épée
- Durée : 83 minutes
- Dates de sortie : 
  - Italie : 21 février 1950
  - France : 13 avril 1951

## Distribution
- Amedeo Nazzari : Franco Santinelli
- Lois Maxwell : Reine Christina de Suède
- Alfredo Varelli : Egidio d'Averna
- Anna Nievo : Annamaria Di Ceri
- Olga Solbelli : Domitilla Baglioni
- Marisa Merlini : Orsola di Ripetta
- Cesare Fantoni : Prince Spada
- Afro Poli : Duc Di Ceri
- Giulio Donnini : Gelasio Baglioni
- Massimo Sallusti : Giovanni Monaldeschi
- Corrado Nardi (it) : Erik Falkemberg
- Italia Marchesini (it) : astrologue
- Oscar Andriani (it) : inquisiteur
- Amina Pirani Maggi : gouvernante
- Riccardo Foti : Cardinal Azzolini
- Vittorio Sanipoli : provocateur
- Checco Durante : conteur
- Armando Furlai : Capitaine Barra

## Exploitation
Le film enregistre 2 264 062 entrées, engrangeant 217 350 000 lires italiennes au box-office Italie 1950.